# Park Paderewskiego

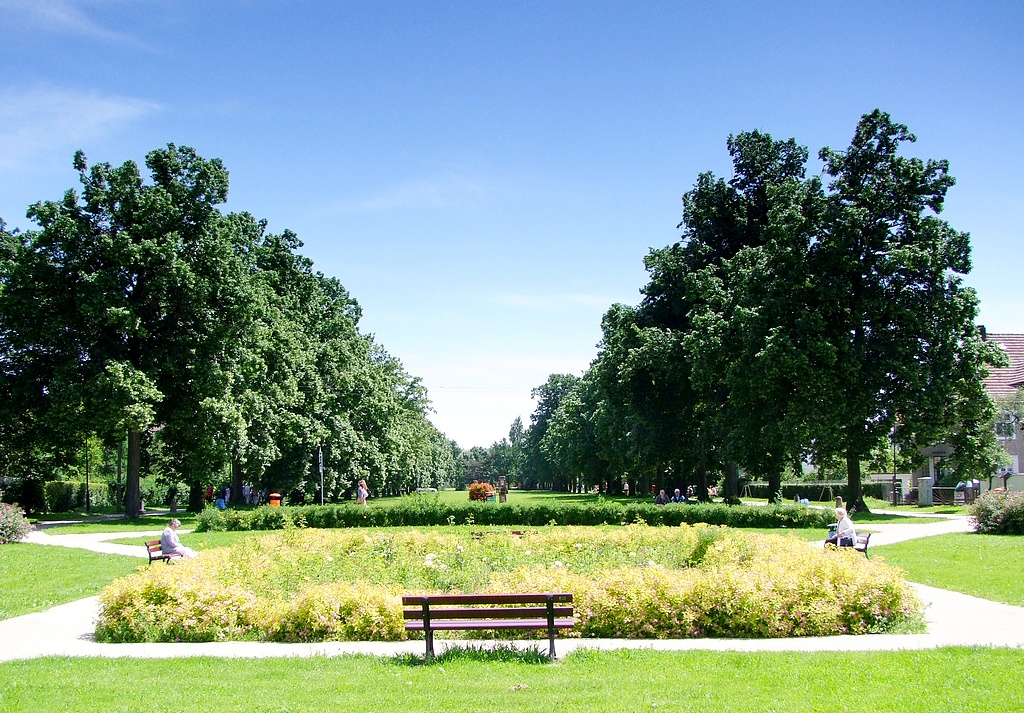
Blick entlang der Ost-West-Achse des Parks

Der Park Paderewskiego (bis 1945: Georg-Wiesner-Park) ist eine Grünanlage in der Stadt Zgorzelec im polnischen Teil der Oberlausitz. Der Park ist nach dem polnischen Pianisten, Komponisten und Politiker Ignacy Jan Paderewski benannt. Er erstreckt sich als schmales Band zwischen der Ulica Tadeusza Kościuszki im Westen und dem Eisenbahnhaltepunkt Zgorzelec Miasto Osten. Durch die neuere Bebauung verjüngt sich der Park in östlicher Richtung und endet in einem Rondell mit dem sogenannten Amphitheater, einer Freilichtbühne an der Bahnstrecke Węgliniec–Görlitz. Den in West-Ost-Richtung verlaufenden Park durchschneiden mehrere Straßen. Von Westen nach Osten durchqueren die Ulica Fryderyka Chopina, Ulica Stanisława Moniuszki, Ulica Karola Szymanowskiego, Ulica Henryka Wieniawskiego, Ulica Józefa Poniatowskiego und die Ulica Mieczysława Karłowicza den Park.

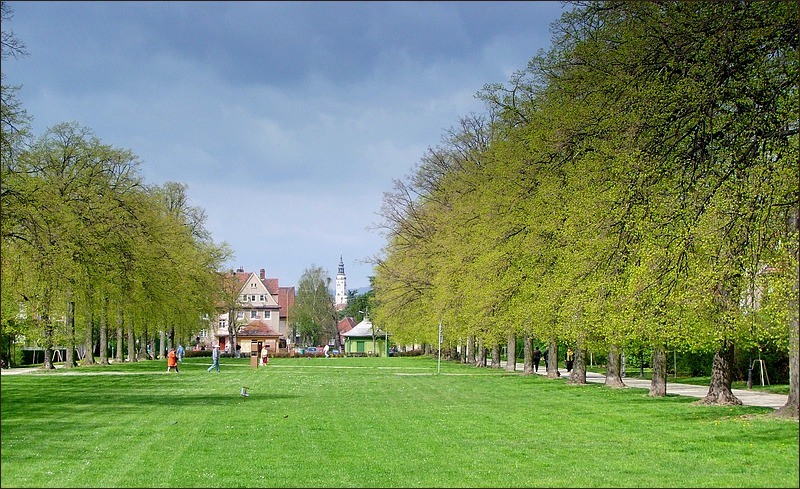
Blick in Richtung Westen mit dem Eingang zum Park und dem Görlitzer Rathausturm

Der Park wurde zwischen 1929 und 1931 mit der umgebenden Siedlung angelegt. Die Siedlung und der Park waren damals Teil der Görlitzer Gartenvorstadt und schlossen sich an die Siedlung am Rabenberg an. Der Park trug damals den Namen Georg-Wiesner-Park und wurde nach dem Görlitzer Oberbürgermeister Georg Wiesner benannt, der im Frühjahr 1931 verstarb.
Im Entwurfsplan für das Gebiet aus dem Jahr 1927 war der Park bereits als projektierte Anlage gekennzeichnet. Bis 1935 entstand die Bebauung an der Beethovenstraße (Ulica Fryderyka Chopina) und teilweise an der Johann-Sebastian-Bach-Straße (Ulica Stanisława Moniuszki). Zwischen 1935 und 1938 folgten die restlichen Häuser im nördlichen Teil der Johann-Sebastian-Bach-Straße und an der Mozartstraße (Ulica Karola Szymanowskiego). Die weitere Bebauung ruhte auf Grund des Kriegsausbruchs. Nach dem Ende des Zweiten Weltkrieges wechselten die Gebiete östlich der Lausitzer Neiße an Polen. Aus der Görlitzer Oststadt entstand eine eigenständige polnische Stadt – Zgorzelec. Die Bebauungspläne aus dem Jahr 1927 wurden den neuen Ansprüchen angepasst und der östliche Teil des Parks mit Wohnblöcken in Plattenbauweise überbaut. Auch die den Park querenden, projektierten Straßen im Ostteil der Grünanlage wurden nicht dem Bauplan entsprechend realisiert. Die Straßen tragen jedoch auch nach der Umbenennung Namen berühmter Komponisten.